# Hilfsbläser
Der Hilfsbläser dient dazu, bei Stillstand oder Leerfahrt einer Dampflokomotive den Saugzug zu verstärken und genügend Unterdruck in der Rauchkammer zu erzeugen. Der Hilfsbläser besteht aus einem Rohr mit feinen Bohrungen, das ringförmig die Blasrohrmündung umgibt. Über ein besonderes Absperrventil, das Hilfsbläserventil, kann die Dampfzufuhr vom Führerstand aus sehr fein justiert werden. Dabei verteilen sich die austretenden Dampfstrahlen kegelförmig, füllen den gesamten Querschnitt des Schornsteins aus und reißen Luft und Rauchgase ins Freie. Die Wirkung ist ähnlich der des Auspuffdampfes. Der Hilfsbläser wird mit Nassdampf betrieben.
Wenn kalte Lokomotiven schnell angeheizt werden sollen, kann der Hilfsbläser an eine andere Dampfquelle (eine unter Dampf stehende Lokomotive oder eine ortsfeste Anlage) oder eine Druckluftquelle angeschlossen werden. Deshalb kann bei einigen Lokomotiven die Hilfsbläserleitung über einen besonderen Absperrhahn mit der Heizleitung verbunden werden. Auch für die Einspeisung von Druckluft können besondere Anschlussstutzen vorhanden sein.
Das schnelle Anheizen kalter Dampflokomotiven durch das so genannte Hochbläsern ist wegen starker thermischer Spannungen für das Kesselmaterial schädlich und sollte vermieden werden.